# Jorge Chediak
Jorge Omar Chediak González (nacido el 7 de octubre de 1951), magistrado uruguayo, ministro de la Suprema Corte de Justicia entre 2009 y 2019. Asume como presidente de la SCJ el 1 de febrero de 2017.
En la ceremonia oficial de la asunción del cargo estuvieron presentes los ministros de Educación y Cultura, Ricardo Ehrlich, y del Interior, Eduardo Bonomi.

## Biografía
Graduado como abogado, ingresó al Poder Judicial en julio de 1978 como Juez de Paz en la ciudad de Juan Lacaze, Departamento de Colonia. Tras actuar como juez de Paz en Durazno y en Montevideo, ascendió a Juez Letrado, cargo que desempeñó en los departamentos de Salto, Maldonado y, finalmente, en la capital del país a partir de 1984. En Montevideo actuó como juez de Familia y en lo Civil.
En abril de 1993 fue ascendido al cargo de ministro de Tribunal de Apelaciones, siendo designado primero como integrante de un Tribunal de Apelaciones de Familia, y trasladado pocos meses después al Tribunal de Apelaciones en lo Civil de 2º Turno. Permaneció allí durante 16 años, transformándose en el ministro de Tribunal de Apelaciones más antiguo
junto a José Echeveste, y con una mayor antigüedad que este último como miembro del Poder Judicial.
En consideración a dicha circunstancia, al producirse una vacante en la Suprema Corte de Justicia generada por el cese del ministro Hipólito Rodríguez Caorsi en julio de 2009, la Asamblea General del Poder Legislativo lo designó, el 9 de septiembre de dicho año, como nuevo miembro del máximo órgano judicial uruguayo, cargo que asumió de inmediato. 
Desempeñó la Presidencia de la Suprema Corte durante el año 2010, y en febrero de 2015 volvió a asumir dicha Presidencia por un segundo período anual. Se retira del cargo en septiembre de 2019, siendo sucedido por Tabaré Sosa Aguirre.
Chediak pertenece a la masonería .